# A. J. T. Johnsingh
Asir Jawahar Thomas Johnsingh (14 de octubre de 1945 - 7 de junio de 2024) fue un ecólogo de vertebrados indio de Tamil Nadu. El estudio de Johnsingh sobre el Dhole en el Bandipur National Park fue el primer estudio de un mamífero en libertad realizado por un científico indio.

## Biografía
Johnsingh nació en Nanguneri, en el distrito de Tirunelveli de Tamil Nadu en 1945, y pasó sus primeros años allí. Realizó sus estudios de posgrado en el Madras Christian College, Chennai. Fue un científico pionero en la vida silvestre y el primer indio en llevar a cabo investigaciones de campo sobre grandes mamíferos salvajes, particularmente dhole, en los bosques indios. Su investigación durante 1976-78 se centró en la ecología y las relaciones presa-depredador del dhole, otros carnívoros y ungulados en el Bandipur National Park.
Después de breves periodos como profesor en el Ayya Nadar Janaki Ammal College, Sivakasi, y como investigador postdoctoral en la Smithsonian Institution en Washington D. C., regresó a la India en 1981 para trabajar con la Bombay Natural History Society. En 1985, se unió al recién establecido Wildlife Institute of India, Dehradun, donde se convirtió en jefe de la facultad de ciencias de la vida silvestre y se retiró como decano en 2005.
Se desempeñó como asesor del Ministerio de Medio Ambiente y Bosques. Escribió varios libros sobre la conservación de la vida silvestre.
Johnsingh recibió un premio Padma Shri y varios otros premios distinguidos, incluido el premio $100,000 ABN AMRO.
Johnsingh murió el 7 de junio de 2024, a los 78 años.

## Libros
- On Jim Corbett's Trail and Other Tales from Tree-tops, 2004, Permanent Black, ISBN 81-7824-081-5
- Field Days: A Naturalist's Journey Through South and Southeast Asia, 2005, Universities Press, ISBN 978-8173715525
- Walking the Western Ghats, 2015, Oxford University Press, ISBN 978-0199460823
- On Jim Corbett's Trail and Other Tales from the Jungle, 2018, Natraj Publishers, ISBN 978-8181582539

### Volúmenes editados
- Mammals of South Asia, Volume 1, 2012, (Editado por A. J. T. Johnsingh y Nima Manjrekar), Orient BlackSwan, ISBN 978-8173715907
- Mammals of South Asia, Volume 2, 2015, (Editado por A. J. T. Johnsingh y Nima Manjrekar), Orient BlackSwan, ISBN 978-8173715891